# Изменение тона (путунхуа)
Изменение тона (иногда «смещение» или «модификация» тона; кит. 变调) — один из трёх основных морфонологических процессов в фонетике китайского языка (путунхуа) наряду с эризацией (кит. 儿化音) и нейтральным тоном (кит. 轻声).
Изменение тона в путунхуа имеет регулярный характер и происходит в соответствии с двумя следующими группами правил:
- Группа правил для случаев, когда два или более слогов с третьим тоном произносятся слитно в рамках словосочетания[5];
- Группа правил для случаев, когда морфема 一 «yī» или 不 «bù» и следующий за ней слог произносятся слитно в рамках словосочетания[6][7].

| 1. Группа общих правил | 1. Группа общих правил |
| 1.А. Общее правило для двусложных сочетаний | 1.А. Общее правило для двусложных сочетаний                                                                                      |
| --- | --- |
| В слитно произносящемся словосочетании из двух слогов 3-го тона в первом слоге всегда происходит изменение с этимологического 3-го на ситуативный 2-й тон. «x̌ y̌» → [x́y̌] | 你好 «nǐ hǎo» → [níhǎo] = «здравствуйте» (досл.: «ты хороший») 可以 «kěyǐ» → [kéyǐ] = «можно»                                    |
| 1.Б. Общее правило для трёхсложных сочетаний (если в словосочетании встречаются три и более подряд идущих морфемы с третьим тоном, то нужно действовать согласно «правилу наибольшей близости слов») | |
| Если в конце слитно произносящегося словосочетания из трёх слогов 3-го тона есть семантически неделимое суб-словосочетание или слово из двух слогов, то тон меняется с этимологического 3-го на ситуативный 2-й во втором слоге трёхсложного словосочетания. «x̌ y̌ ž» → [x̌ýž] | 买水饺 «mǎi shuǐjiǎo» → [mǎishuíjiǎo] = «купить пельмени» 老祖母 «lǎo zǔmǔ» → [lǎozúmǔ] = «старая бабушка»                       |
| Если первый из трёх подряд идущих иероглифов с третьим тоном обозначает фамилию человека, а последние две иероглифа обозначают собственность или профессию этого человека, то тон меняется с этимологического 3-го на ситуативный 2-й во втором слоге трёхсложного словосочетания. «x̌ y̌ ž» → [x̌ýž] Примечание: - Во избежание путаницы иероглифы фамилий в китайском никогда не меняют свой тон. | 李厂长 «lǐ chǎngzhǎng» → [lǐchángzhǎng] = «директор Ли» 沈总理 «shěn zǒnglǐ» → [shěnzónglǐ] = «премьер-министр Шэнь»             |
| Если в начале слитно произносящегося словосочетания из трёх слогов 3-го тона есть семантически неделимое суб-словосочетание или слово из двух слогов, то тон меняется с этимологического 3-го на ситуативный 2-й в первом и втором слогах трёхсложного словосочетания. «x̌ y̌ ž» → [x́ýž] | 展览馆 «zhǎnlǎn guǎn» → [zhánlánguǎn] = «выставочный зал» 水彩笔 «shuǐcǎi bǐ» → [shuícáibǐ] = «акварельная кисть»                |
| Если в слитно произносящемся словосочетание из трёх и более подряд идущих слогов 3-го тона нет семантически неделимых суб-словосочетаний или слов, то тон меняется с этимологического 3-го на ситуативный 2-й во всех слогах словосочетания, кроме последнего. «x̌ y̌ ž» → [x́ýž] «x̌ y̌ ž w̌» → [x́ýźw̌] и т.д.                                                                                         | 五五五 «wǔ wǔ wǔ» → [wúwúwǔ] = «555» 甲乙丙 «jiǎ yǐ bǐng» → [jiáyíbǐng] = «A, b, c»                                              |
| 2. Группа особых правил для морфем 一 «yī» и 不 «bù» | |
| 2.А. Особое правило для морфемы 不 «bù» | |
| Когда морфема 不 «bù» расположена в начале слитно произносящегося словосочетания перед иероглифом с первым, вторым или третьим тоном (а также перед иероглифом с нейтральным тоном, возникшим из этимологического первого, второго или третьего), она сохраняет свой этимологический тон и произносится как «bù». «bù x̄» → [bùx̄] «bù x́» → [bùx́] «bù x̌» → [bùx̌]                                   | 不天 «bù tiān» → [bùtiān] = «ни одного дня» 不来 «bù lái» → [bùlái] = «не приходить» 不好 «bù hǎo» → [bùhǎo] = «плохо», «плохой» |
| Когда морфема 不 «bù» расположена в начале слитно произносящегося словосочетания перед иероглифом с четвёртым тоном (или с нейтральным тоном, возникшим из этимологического четвёртого), то она меняет свой тон с этимологического 4-го на ситуативный 2-й и произносится как «bú». «bù x̀» → [búx̀]                                                                                               | 不是 «bùshì» → [búshì] = «нет» 不个 «bù gè» → [búgè] = «никто»                                                                   |
| Когда морфема 不 «bù» оказывается в середине слитно произносимого словосочетания, она употребляется в своём этимологическом 4-м тоне. «xn bù ym» → [xnbùym] | 雨不下了。 «Yǔ bùxiàle。» → [Yǔbùxiàle。] = «Дождь перестал»                                                                     |
| 2.Б. Особое правило для морфемы 一 «yī» | |
| Когда морфема 一 «yī» расположена в начале слитно произносящегося словосочетания перед иероглифом с первым, вторым или третьим тоном (а также перед иероглифом с нейтральным тоном, возникшим из этимологического первого, второго или третьего), то она меняет свой тон с этимологического 1-го на ситуативный 4-й и произносится как «yì». «yī x̄» → [yìx̄] «yī x́» → [yìx́] «yī x̌» → [yìx́]        | 一天 «yī tiān» → [yìtiān] = «один день» 一年 «yī nián» → [yìnián] = «один год» 一等 «yī děng» → [yìděng] = «первоклассный»       |
| Когда морфема 一 «yī» расположена в начале или в середине слитно произносящегося словосочетания перед иероглифом с четвёртым тоном (или с нейтральным тоном, возникшим из этимологического четвёртого), то она меняет свой тон с этимологического 1-го на ситуативный 2-й и произносится как «yí». «yī x̀» → [yíx̀]                                                                                | 一个 «yīgè» → [yígè] = «один», «одна штука»                                                                                      |
| Когда морфема 一 «yī» оказывается в конце слитно произносимого словосочетания или используется для порядкового перечисления в середине слитно произносимого словосочетания, она употребляется в своём этимологическом 1-м тоне. «xn yī 。» → [xnyī 。] «xn yī ym» → [xnyīym] | 十一。«shíyī。» → [shíyī。] = «Одиннадцать» 第一课 «dìyī kè» → [dìyīkè] = «первый урок»                                          |